# Schiessfahne

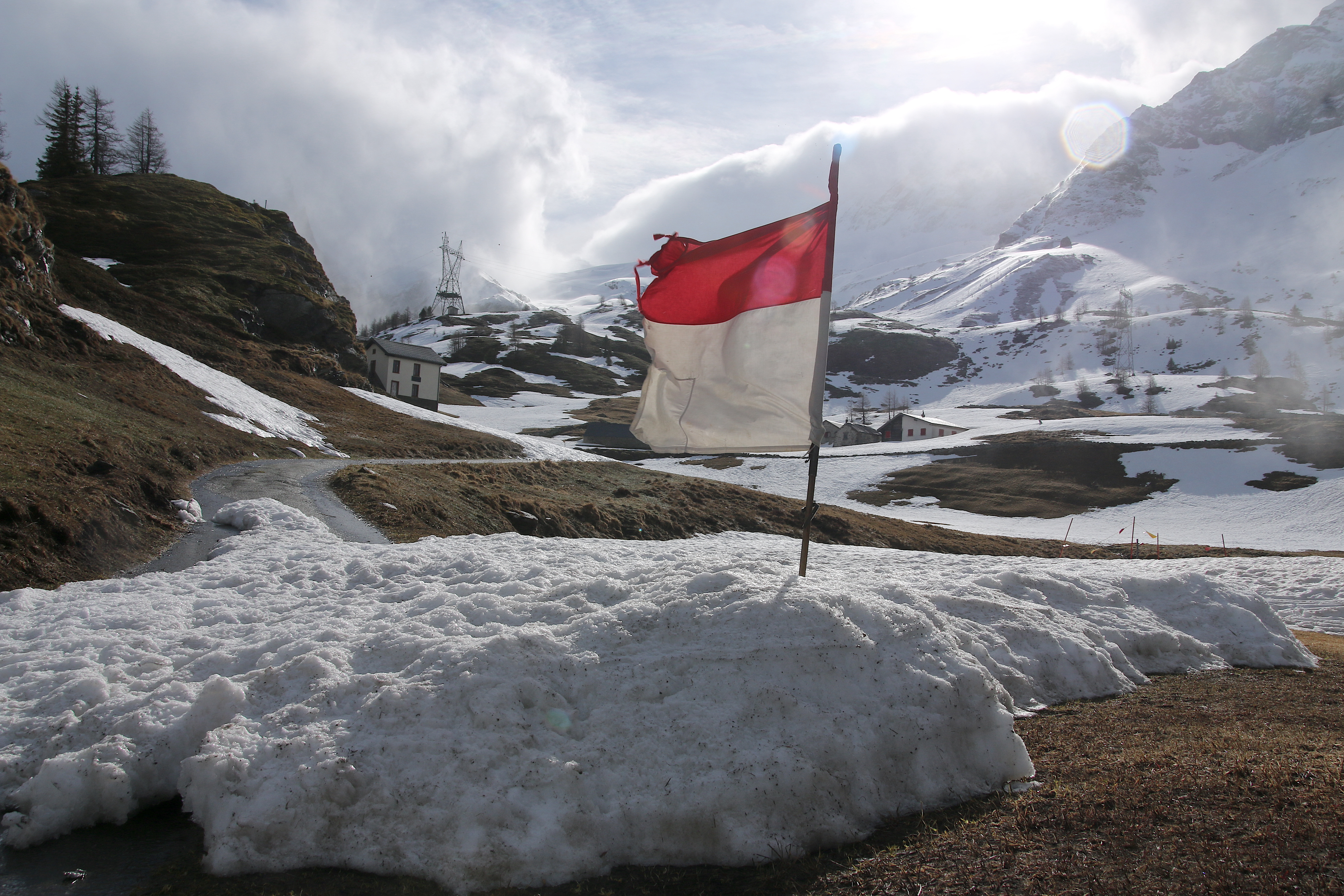
Schiessfahne auf dem Simplonpass

Die Schiessfahne ist eine rot-weisse Fahne, oder ein rot-weisser Windsack, der Passanten vor dem Betreten eines Schiessplatzes warnt. Schiessfahnen werden nur montiert, wenn der Schiessplatz oder das Schiessgelände aktiv ist. Schiessfahnen sollen eine Seitenlänge von mindestens 1,5 m haben. Die Schiessfahne kam in der heutigen Form schon 1919 und früher zum Einsatz.